# Équipe de Russie masculine de handball au Championnat d'Europe 2016
Cet article relate le parcours de l'Équipe de Russie masculine de handball lors du Championnat d'Europe 2016 organisé en Pologne du 15 janvier au 31 janvier 2015. Il s'agit de la 12e participation de la Russie aux Championnats d'Europe.

## Présentation

### Qualification
|   | Équipe   | Pts | J | G | N | P | Bp  | Bc  | Diff |  | Résultats (dom.\ext.) |       |       |       |       |
| - | -------- | --- | - | - | - | - | --- | --- | ---- |  | --------------------- | ----- | ----- | ----- | ----- |
| 1 | Hongrie  | 12  | 6 | 6 | 0 | 0 | 178 | 151 | 27   |  | Hongrie               |       | 29-25 | 31-30 | 32-28 |
| 2 | Russie   | 8   | 6 | 4 | 0 | 2 | 174 | 168 | 6    |  | Russie                | 23-27 |       | 35-33 | 27-22 |
| 3 | Portugal | 5   | 6 | 2 | 0 | 4 | 183 | 176 | 7    |  | Portugal              | 25-26 | 29-34 |       | 34-24 |
| 4 | Ukraine  | 0   | 6 | 0 | 0 | 6 | 148 | 188 | -40  |  | Ukraine               | 20-33 | 28-30 | 26-32 |       |

### Maillots
L'équipe du Russie porte pendant l'Euro 2016 un maillot confectionné par l'équipementier Hummel.
| Couleurs | Rouge, blanc et noir |
| Marque   | Hummel               |
| Domicile | Extérieur            |

### Matchs de préparation
La Russie a joué 3 matchs de préparation :
| Équipe 1 | Résultat | Équipe 2    |
| -------- | -------- | ----------- |
| Russie   | 35-28    | Pays-Bas    |
| Russie   | 30-24    | Argentine   |
| Russie   | 28-28    | Biélorussie |

## Résultats

### Tour préliminaire
|   | Équipe     | Pts | J | G | N | P | Bp | Bc | Diff | Dép |
| - | ---------- | --- | - | - | - | - | -- | -- | ---- | --- |
| 1 | Danemark   | 6   | 3 | 3 | 0 | 0 | 91 | 75 | 16   | 0   |
| 2 | Russie     | 4   | 3 | 2 | 0 | 1 | 80 | 78 | 2    | 0   |
| 3 | Hongrie    | 2   | 3 | 1 | 0 | 2 | 80 | 84 | -4   | 0   |
| 4 | Monténégro | 0   | 3 | 0 | 0 | 3 | 76 | 90 | -14  | 0   |

| 16.01.2016 - 20h15 | Danemark | 31 | 25 | Russie  |
| 16.01.2016 - 20h15 | Danemark | 31 | 25 | Russie  |
| 18.01.2016 - 18h00 | Russie   | 27 | 26 | Hongrie |

| 16 janvier 2016 20h15 | Danemark        | 31-25   | Russie      | Ergo Arena, Gdańsk / Sopot Affluence : 7 952 Arbitrage : Gubica, Milošević |
| 16 janvier 2016 20h15 | trois joueurs 4 | (13-13) | Chelmenko 5 | Ergo Arena, Gdańsk / Sopot Affluence : 7 952 Arbitrage : Gubica, Milošević |
| 16 janvier 2016 20h15 | ×3 ×2           | Rapport | ×2 ×3       | Ergo Arena, Gdańsk / Sopot Affluence : 7 952 Arbitrage : Gubica, Milošević |

| 18 janvier 2016 18h00 | Russie    | 27-26   | Hongrie  | Ergo Arena, Gdańsk / Sopot Affluence : 6 452 Arbitrage : Nachevski, Nikolov |
| 18 janvier 2016 18h00 | Dibirov 6 | (14-10) | Jamali 6 | Ergo Arena, Gdańsk / Sopot Affluence : 6 452 Arbitrage : Nachevski, Nikolov |
| 18 janvier 2016 18h00 | ×4 ×6     | Rapport | ×3       | Ergo Arena, Gdańsk / Sopot Affluence : 6 452 Arbitrage : Nachevski, Nikolov |

| 20 janvier 2016 17h15 | Russie              | 28-21   | Monténégro            | Ergo Arena, Gdańsk / Sopot Affluence : 5 930 Arbitrage : Stoļarovs, Līcis |
| 20 janvier 2016 17h15 | Gorbok, Chelmenko 5 | (14-9)  | Ševaljević, Vujović 4 | Ergo Arena, Gdańsk / Sopot Affluence : 5 930 Arbitrage : Stoļarovs, Līcis |
| 20 janvier 2016 17h15 | ×2 ×3               | Rapport | ×3 ×5                 | Ergo Arena, Gdańsk / Sopot Affluence : 5 930 Arbitrage : Stoļarovs, Līcis |

### Tour principal
Les résultats des matches joués lors du tour préliminaire sont conservés lors de ce tour principal, sauf celui joué contre l'équipe éliminée.
|   | Équipe    | Pts | J | G | N | P | Bp  | Bc  | Diff | Dép |
| - | --------- | --- | - | - | - | - | --- | --- | ---- | --- |
| 1 | Espagne   | 8   | 5 | 4 | 0 | 1 | 135 | 130 | 5    | +3  |
| 2 | Allemagne | 8   | 5 | 4 | 0 | 1 | 140 | 129 | 11   | -3  |
| 3 | Danemark  | 7   | 5 | 3 | 1 | 1 | 139 | 123 | 16   | 0   |
| 4 | Suède     | 4   | 5 | 1 | 2 | 2 | 126 | 121 | 5    | 0   |
| 5 | Russie    | 3   | 5 | 1 | 1 | 3 | 132 | 140 | -8   | 0   |
| 6 | Hongrie   | 0   | 5 | 0 | 0 | 5 | 110 | 139 | -29  | 0   |

| 22 janvier 2016 20h30 | Suède     | 28 | 28 | Russie |
| 24 janvier 2016 18h15 | Allemagne | 30 | 29 | Russie |
| 27 janvier 2016 20h30 | Espagne   | 25 | 23 | Russie |

| 22 janvier 2016 20h30 | Suède       | 28-28   | Russie    | Halle du Centenaire, Wrocław Affluence : 6 350 Arbitrage : Pichon, Reveret |
| 22 janvier 2016 20h30 | Jakobsson 9 | (15-15) | Dibirov 7 | Halle du Centenaire, Wrocław Affluence : 6 350 Arbitrage : Pichon, Reveret |
| 22 janvier 2016 20h30 | ×4 ×5       | Rapport | ×3 ×4     | Halle du Centenaire, Wrocław Affluence : 6 350 Arbitrage : Pichon, Reveret |

| 24 janvier 2016 18h15 | Allemagne   | 30-29   | Russie    | Halle du Centenaire, Wrocław Affluence : 6 593 Arbitrage : Santos, Fonseca |
| 24 janvier 2016 18h15 | Dissinger 7 | (17-16) | Dibirov 7 | Halle du Centenaire, Wrocław Affluence : 6 593 Arbitrage : Santos, Fonseca |
| 24 janvier 2016 18h15 | ×3 ×5       | Rapport | ×3 ×1     | Halle du Centenaire, Wrocław Affluence : 6 593 Arbitrage : Santos, Fonseca |

| 27 janvier 2016 20h30 | Espagne   | 25-23   | Russie    | Halle du Centenaire, Wrocław Affluence : 5 000 Arbitrage : Gubica, Milošević |
| 27 janvier 2016 20h30 | Rivera 11 | (11-12) | Dibirov 5 | Halle du Centenaire, Wrocław Affluence : 5 000 Arbitrage : Gubica, Milošević |
| 27 janvier 2016 20h30 | ×3 ×2     | Rapport | ×3        | Halle du Centenaire, Wrocław Affluence : 5 000 Arbitrage : Gubica, Milošević |

## Statistiques et récompenses

### Récompenses
Aucun Russe n'est retenu dans l'équipe-type de la compétition. Seul Timour Dibirov figurait dans la liste des nommés.

### Buteurs
Aucun Russe n'apparait parmi les meilleurs buteurs de la compétition.

### Gardiens de but
Avec une moyenne de 36,4 % d'arrêts, Victor Kireev (en) est le deuxième meilleur gardien de la compétition derrière Vincent Gérard.